# 大本圭野
大本 圭野（おおもと けいの、1940年 - ）は、日本の経済学者。元東京経済大学経済学部教授。

## 略歴
- 1940年：広島県福山市に生まれる
- 1958年：東京都立北園高等学校卒業
- 1962年：千葉大学教育学部卒業
- 1964年：東京教育大学理学研究科修士課程修了（理学修士）,,,専攻は都市地理学[1]
- 1964年：日本地域開発センター研究員（～1965年）
- 1965年：社会保障研究所（国立社会保障・人口問題研究所の前身のひとつ）研究員（1982年4月より主任研究員、～1991年）[1]
- 1994年：神戸大学から学術博士を取得[2]
- 1991年：東京経済大学経済学部教授（社会保障論，生活空間論担当）
- 1996年：同大学研究科委員長（1998年3月まで）
- 2010年：同大学定年退職[1]

## おもな著作

### 単著
- 生活保障論 : 現代の貧困と家計、ドメス出版、1979年
- 「証言」日本の住宅政策、日本評論社、1991年6月
- 戦後改革と都市改革 : 発見された「宅地法」案資料集成、日本評論社、2000年
- 日本の居住政策と障害をもつ人、東信堂（居住福祉ブックレット 4）、2006年

### 編著
- わが町はいかにして先進自治体となったか―交響する地域自治と生活保障、日本経済評論社、2012年3月